# 许忠建
许忠建（1969年1月—），湖南双峰人，中华人民共和国政治人物。

## 生平
1969年1月，许忠建出生在湖南省邵阳专区双峰县（今属娄底市）。1983年，许忠建进入娄底师范学校教育学专业学习，1986年毕业后分配至涟源市山塘乡中学成为一名教师，1988年9月调到涟源市蓝田镇中学。
1990年9月，许忠建调入涟源市人民政府经济研究室，1992年6月加入中国共产党，1993年12月晋升副主任，1996年3月晋升主任。
1998年10月，许忠建调入中国共产主义青年团湖南省委员会办公室，次年5月晋升副主任，2001年4月晋升主任。
2002年4月，许忠建调入中共新化县委副书记，2004年10月调任娄底市人民政府副秘书长、办公室党组成员，市信访局局长、党组书记。
2005年8月，许忠建再度调入长沙市，出任湖南省信访局副局长、党组成员，2011年12月晋升湖南省信访局党组书记、副局长，2015年7月出任湖南省信访局局长、党组书记，同时兼任湖南省人民政府副秘书长。2019年9月，许忠建出任中共湖南省纪委副书记、省监委副主任提名人选，11月正式出任省监委副主任。
2022年4月29日，中共湖南省委宣布许忠建出任中共怀化市委书记，接替雷绍业。